# Pagen 14

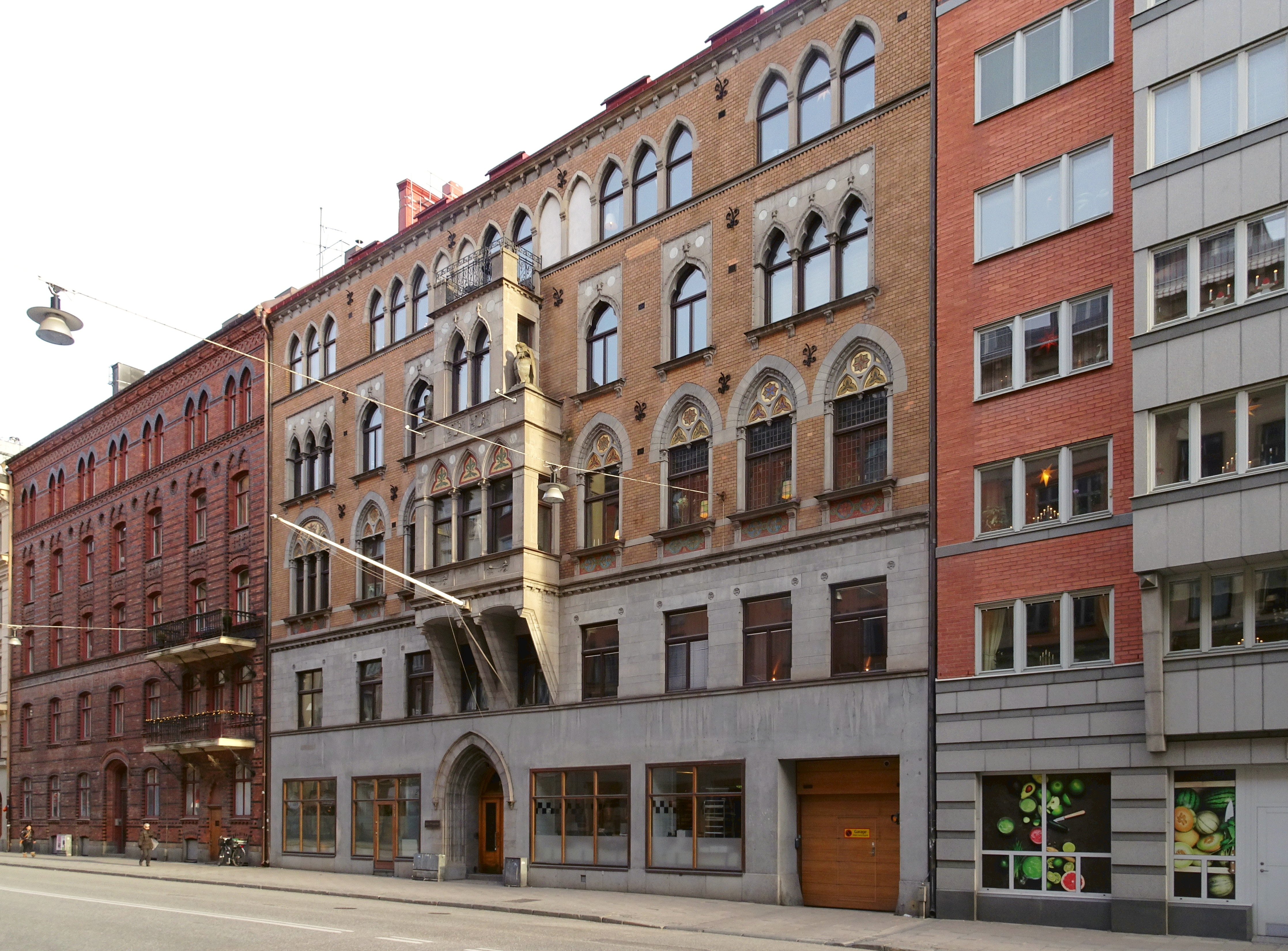
Pagen 14, Scheelegatan 18, januari 2018.

Pagen 14 är en fastighet på Kungsholmen i Stockholm. Pagen 14 består av tre byggnadsvolymer som ligger mellan Scheelegatan 24 och Pipersgatan 27. Bebyggelsen uppfördes mellan 1886 och 1898 efter ritningar av Wilhelm Dahlgren, Alfred Hellerström respektive Gustaf Wickman. De både husen i kvarterets västra del (mot Scheelegatan) är blåklassade av Stadsmuseet i Stockholm, vilket innebär att bebyggelsen har "synnerligen höga kulturhistoriska värden" motsvarande byggnadsminne. Huset mot Pipersgatan har grön markering och bedöms av Stadsmuseet som "särskilt värdefull från historisk, kulturhistorisk, miljömässig eller konstnärlig synpunkt".

## Historik

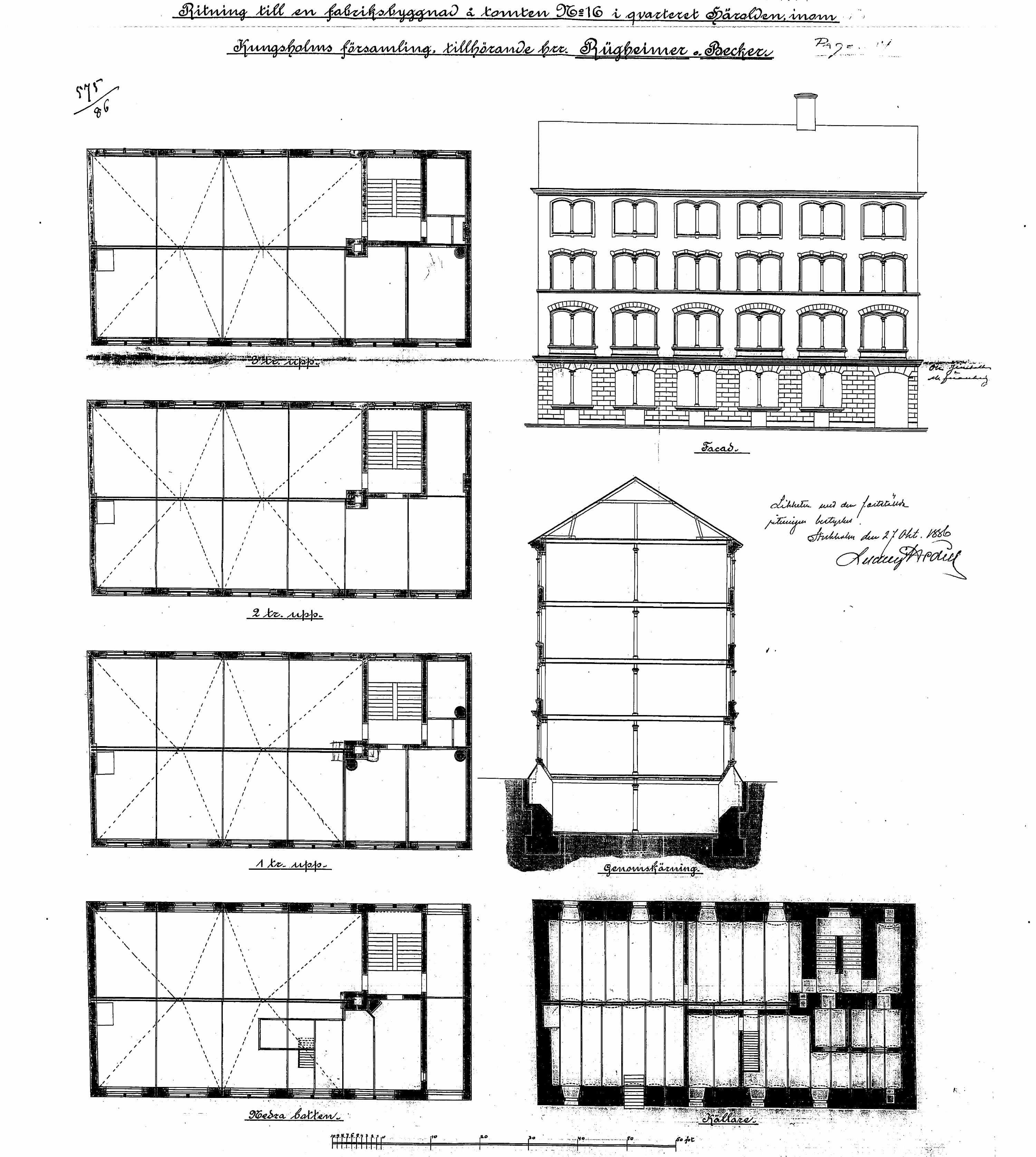
Gårdshuset, planer, fasad

Kvarteret Pagen var tidigare en del av kvarteret Härolden som bildades vid stadsplaneringen för östra Kungsholmen på 1860-talet. Här etablerade Rügheimer & Beckers stråhattfabrik sin verksamhet på 1880-talet sedan fabrikslokalerna på Regeringsgatan hade blivit för trånga. Ägarna, grosshandlarna Louis Rügheimer (född 1839) och Carl Georg Carsten Becker (född 1843), båda från Tyskland startade 1868 Stockholms Klädningtygs-Magasin på Drottninggatan 5. De hade hakat på modetrenden med stråhattar för kvinnor och män. Försäljningen gick bra och snart behövdes större lokaler. Den nya fabriksanläggningen samt ett påkostat bostadshus byggdes i tre etapper på tomten mellan Scheelegatan och Pipersgatan. 
Stråhattfabriken köptes 1929 upp av Sveriges Förenade Hattfabriker och 1939 lades verksamheten ner. Efter att ha varit kontor under många år genomfördes 2011 en omfattande ombyggnad till bostäder efter ritningar av Andreas Martin-Löf Arkitekter med Oscar Properties som uppdragsgivare. Anläggningen innehåller idag 39 lägenheter som ägs av bostadsrättsföreningen Stråhattsfabriken.

## Etapp 1, gårdshuset
Den första etappen omfattade en mindre fabriksbyggnad i fyra våningar samt källare som uppfördes mellan 1886 och 1887 mitt på den långsmala tomten. Uppdraget gick till ingenjören Wilhelm Dahlgren och byggmästaren Julius Ernst Thomas. Möjligtvis var Thomas även arkitekt medan Dahlgren stod för konstruktionerna. Det rörde sig om en enkel nyttobyggnad med släta, putsade faser och våningsplan utformade som öppna fabrikshallar med en stomme av järnbalkar och gjutjärnskolonner.

## Etapp 2, gathuset mot Scheelegatan

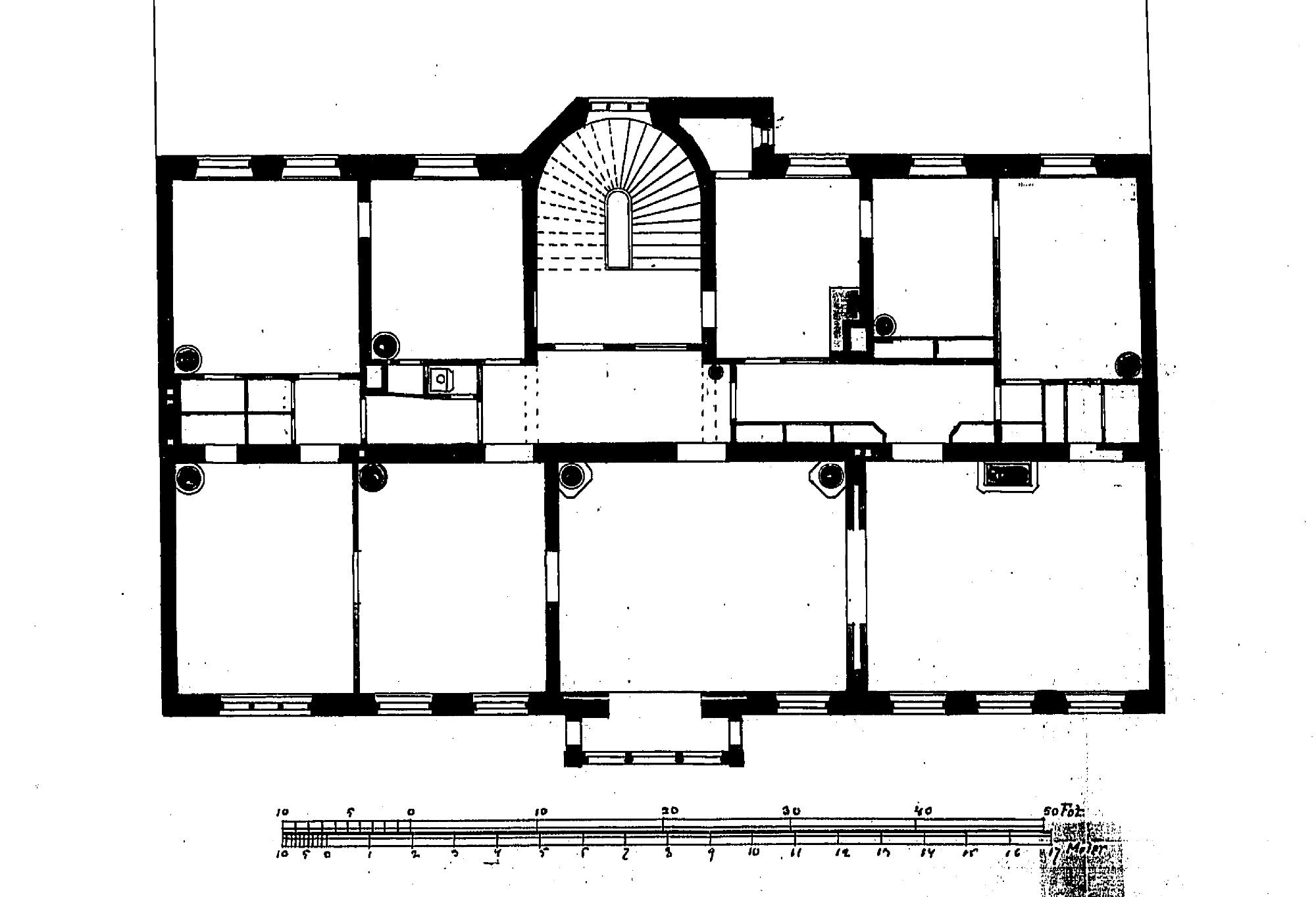
Gathuset mot Scheelegatan, Carl Beckers paradvåning.

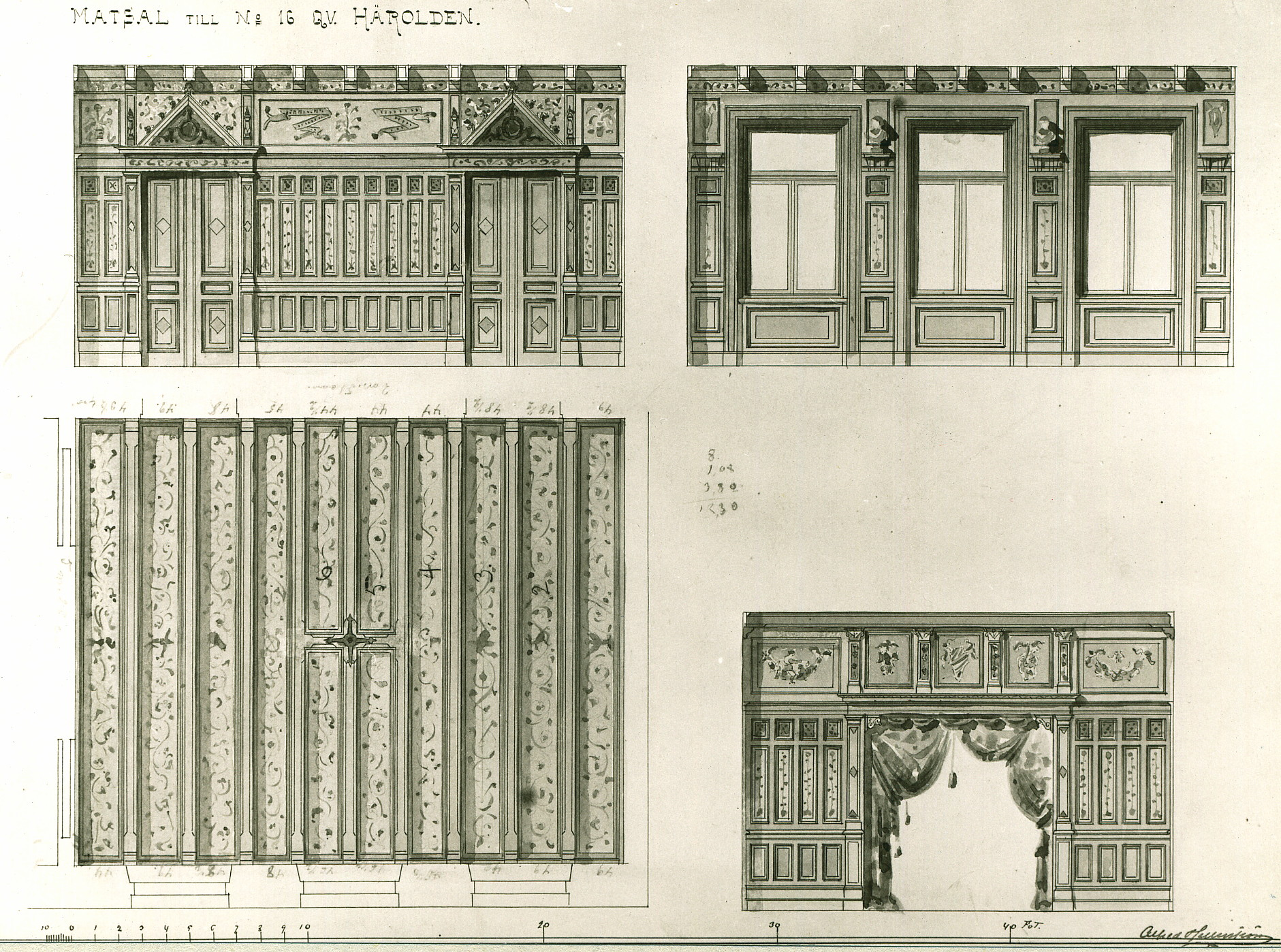
Alfred Hellerströms skisser för matsalens väggar och tak.

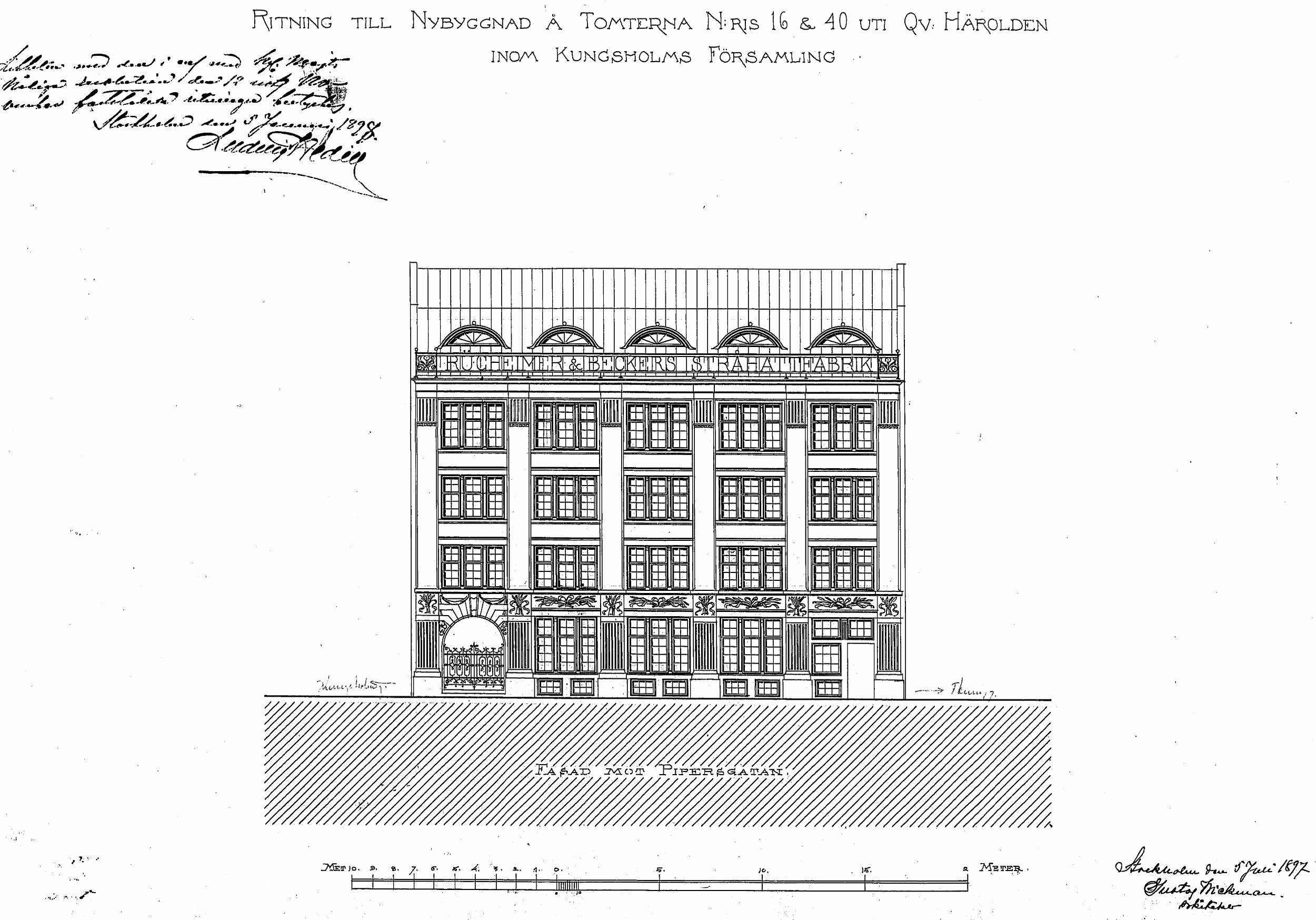
Gathuset mot Pipersgatan, Wickmans fasadritning.

Det fem våningar höga gathuset mot Scheelegatan 18 (nuvarande 24) ritades av Alfred Hellerström, byggdes av tysken Rudolph Voss och blev inflyttningsklart 1892. Huset har uppmärksammats genom sin ovanliga, praktfulla och färgrika fasad med drag av venetiansk renässans. Fasaden består av beigefärgat tegel och grå konststen och är rik dekorerad med guldfärgad mosaik och skulpturala utsmyckningar. En tydlig accent sätter det två våningar höga, upptill avtrappande burspråk i gotisk stil som flankeras av två skulpturer, en uggla och en örn. 
Som motiv i fönstrens spetsbågar och bröstningar förekommer olika polykroma dekorationer. Längst till vänster över trippelfönstret på våning två trappor syns initialerna R och B som står för Rügheimer och Becker intill finns ett lejon med hermesstaven som var företagets varumärke. På våning fyra märks fyra blindfönster där fanns ursprungligen dansande kvinnofigurer i mosaik som numera är överputsade. Samtliga konststensutsmyckningar utfördes av den italienska stuckatören Giuseppe Bellio. Bottenvåningens fasad har numera ett förenklat utseende. Här fanns spetsbågiga parfönster istället för nuvarande rektangulära skyltfönster. Den spetsbågiga entréporten i gotiks stil är dock bevarad. 
Den ursprungligen praktfulla interiören finns till stora delar bevarad, speciellt i entréhallen och på våning två trappor, som var fabrikör Carl Beckers bostad. Han och hans familj disponerade hela våningsplanet med nio rum. Här anordnades i fil med skjutdörrar emellan: salen, gula salongen, gröna salongen med burspråk och en praktfull matsal. Rummen smyckades av bland annat skulpterade dörröverstycken, bröstpaneler, dekorativt målade taklister, bjälktak och takmålningar. Allt gestaltades i en blandning av olika historiska stilar med inslag från antiken, gotiken och rokokon. Stucktaken utfördes av dekorationsmålaren Carl Grabow och övriga interiördekorationer av konstnären Vicke Andrén. Taket i gula salongen lär vara målat av Sven Scholander. Hela denna praktvåning på 259 m² är fortfarande intakt men moderniserades och renoverades i samband med den stora ombyggnaden 2011.

## Etapp 2, gathuset mot Pipersgatan
Stråhattfabrikens verksamhet gick bra och 1897 beslöt företagsledningen att låta uppföra en större fabriksbyggnad på tomten mot Pipersgatan. Arkitektuppdraget gick till Gustaf Wickman och byggmästare var Hjalmar Wahlén. Grunden utfördes av gjutna betongpelare och betongvalv, vilket var en nyhet för tiden. Interiören bestod av fabrikationssalar, uppburna av gjutjärnskolonner. 
Produktionen för de olika arbetsmomenten var uppdelad våningsvis. På vinden fanns det så kallade flätlagret, på våning 3 trappor låg sysalarna och på andra våningen monterades hattarna. På våning 1 trappa hade företaget sitt kontor och en provkollektion av sina produkter. I bottenvåningen låg press- och formsalen och i källarvåningen emballeringen.
I uppdraget ingick även att sammanlänka den nya fabriken med den befintliga på bakgården via förbindelsebyggnader. Fasaden mot Pipersgatan var ursprungligen också rik dekorerad med bland annat sex kolossalpilastrar som indelade fasaden i fem lika stora fält om tre fönster i vardera. Fasaden byggdes om och förenklades i flera omgångar, senast 2011.

### Bilder

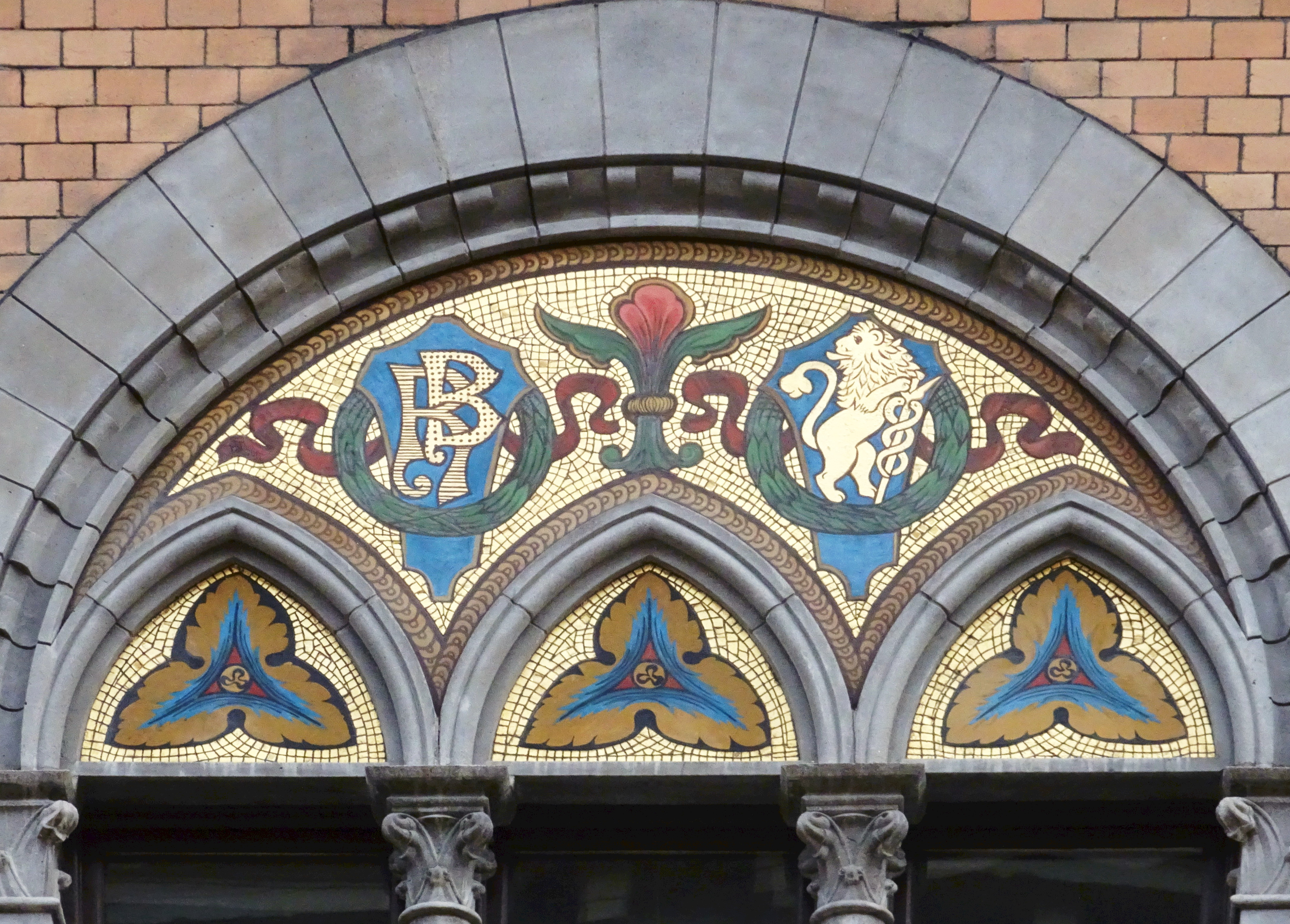
Initialer och varumärket
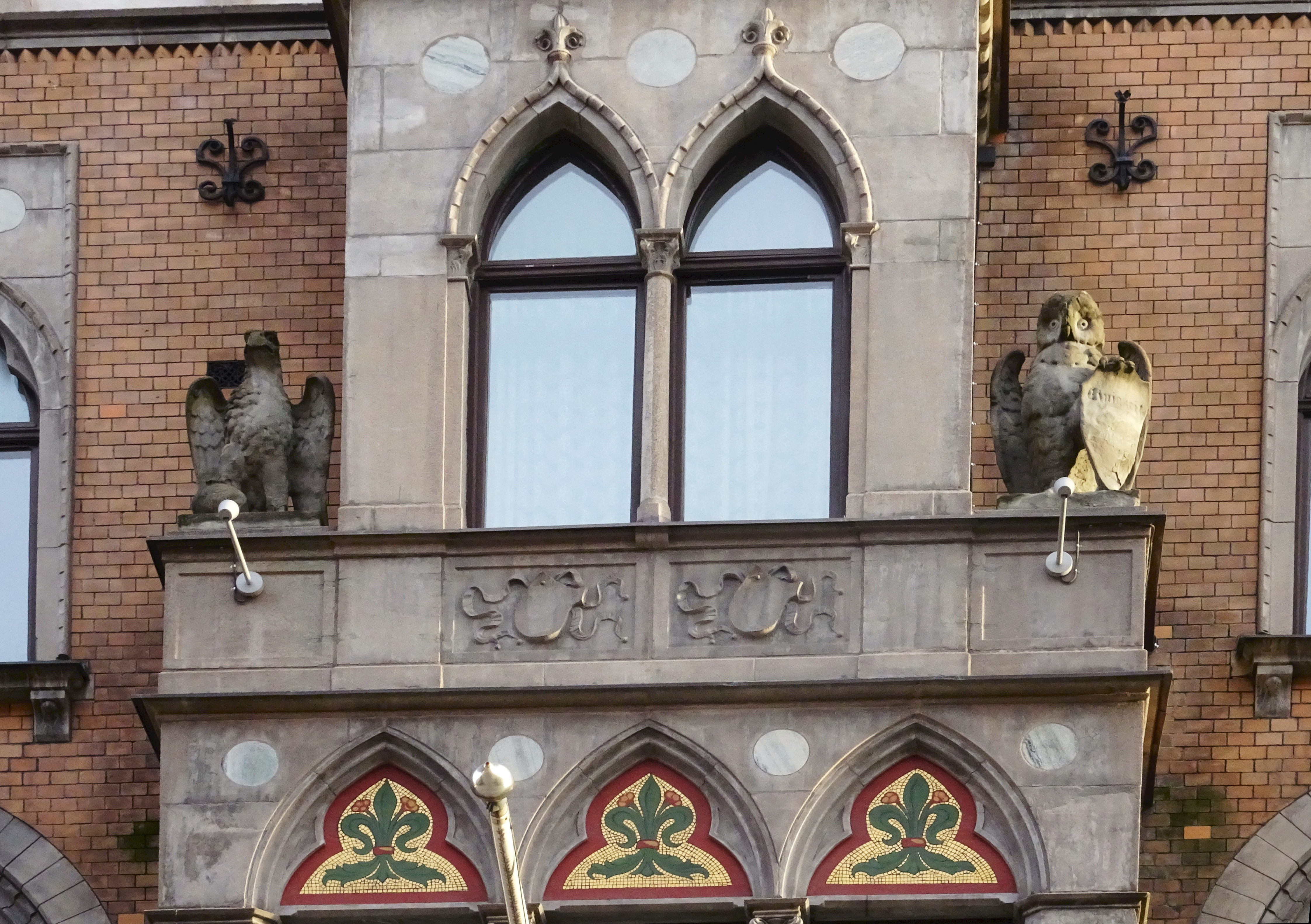
Burspråket med örn och uggla
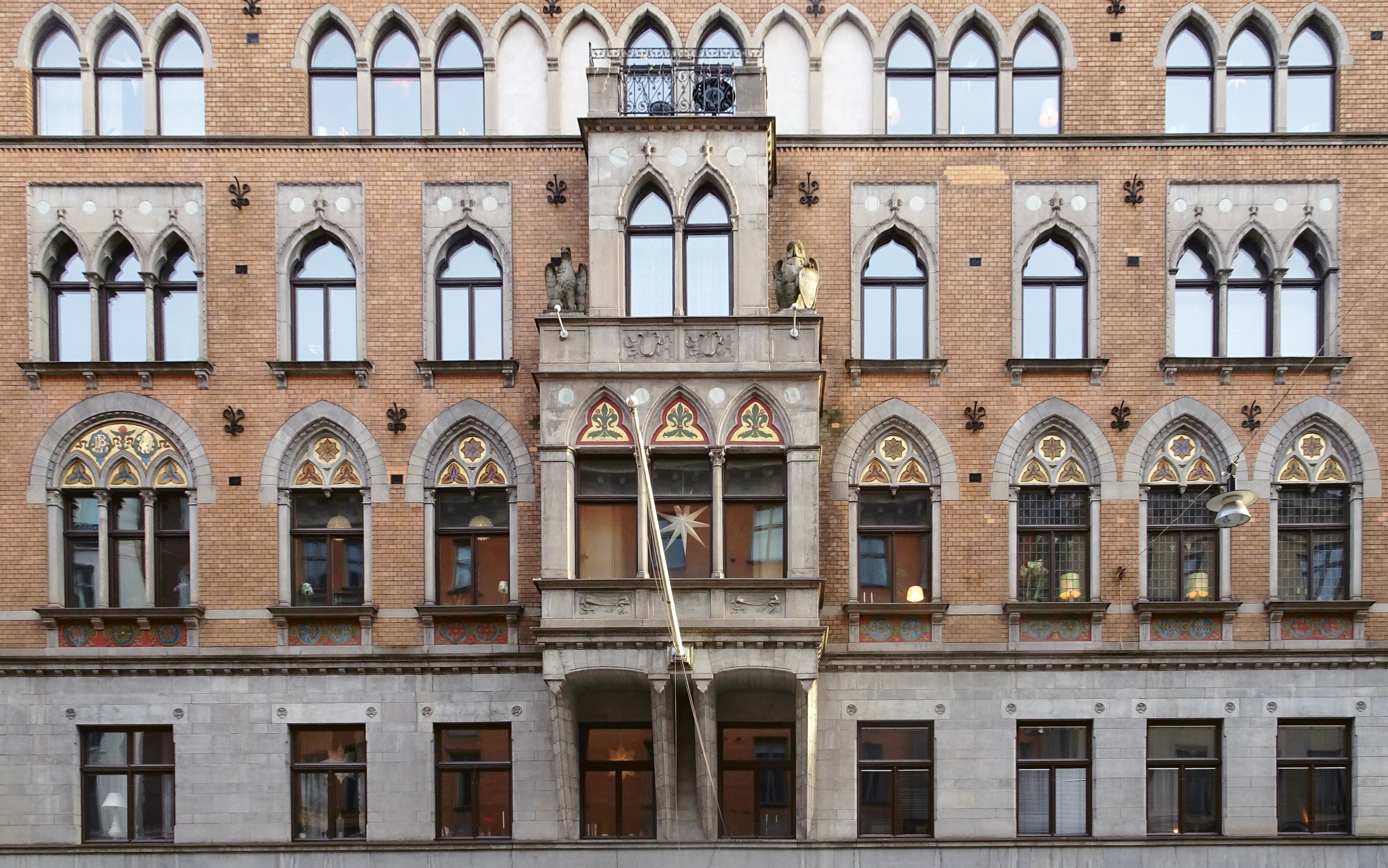
Fasaden våning 1–4 trappor
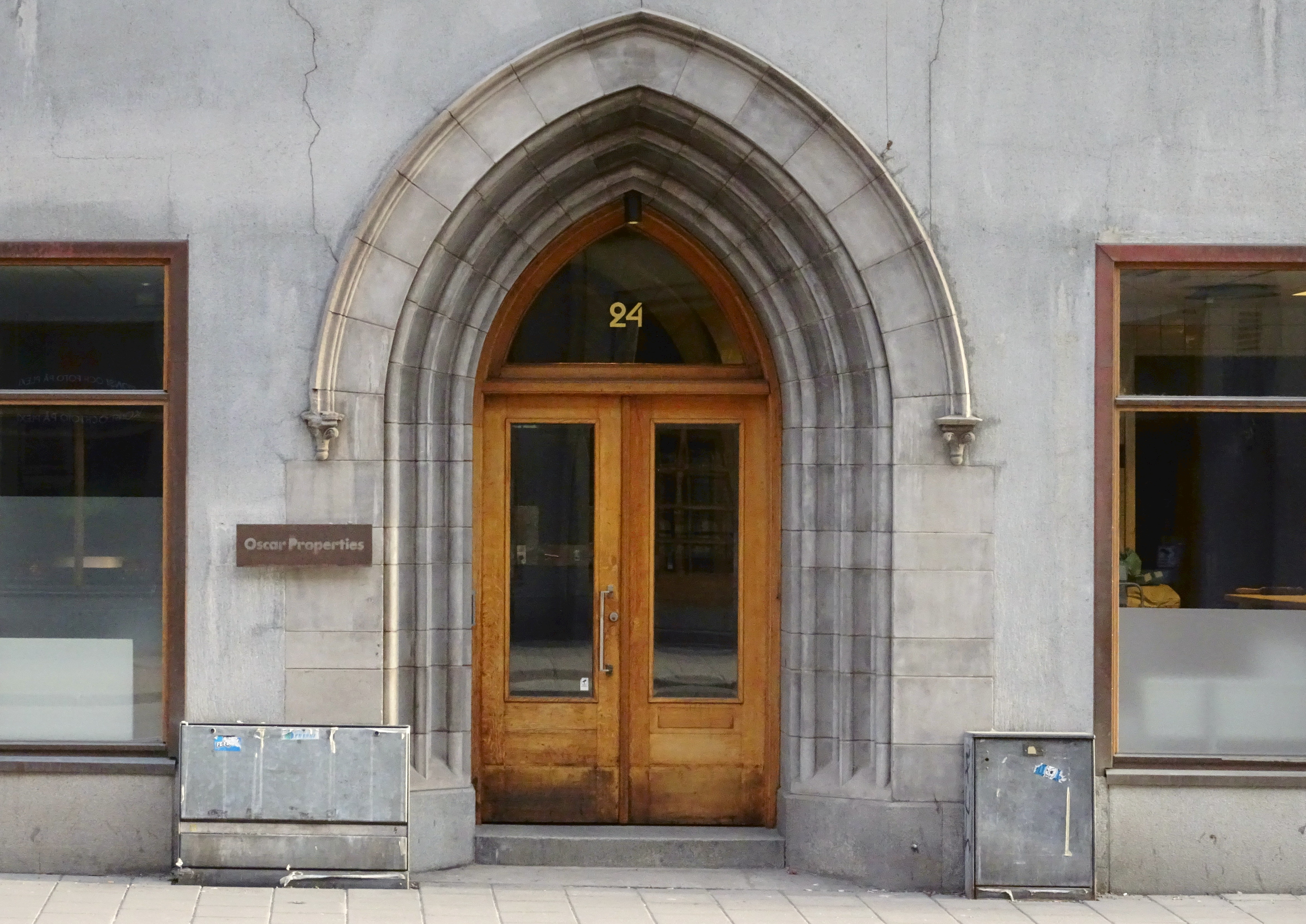
Entréporten
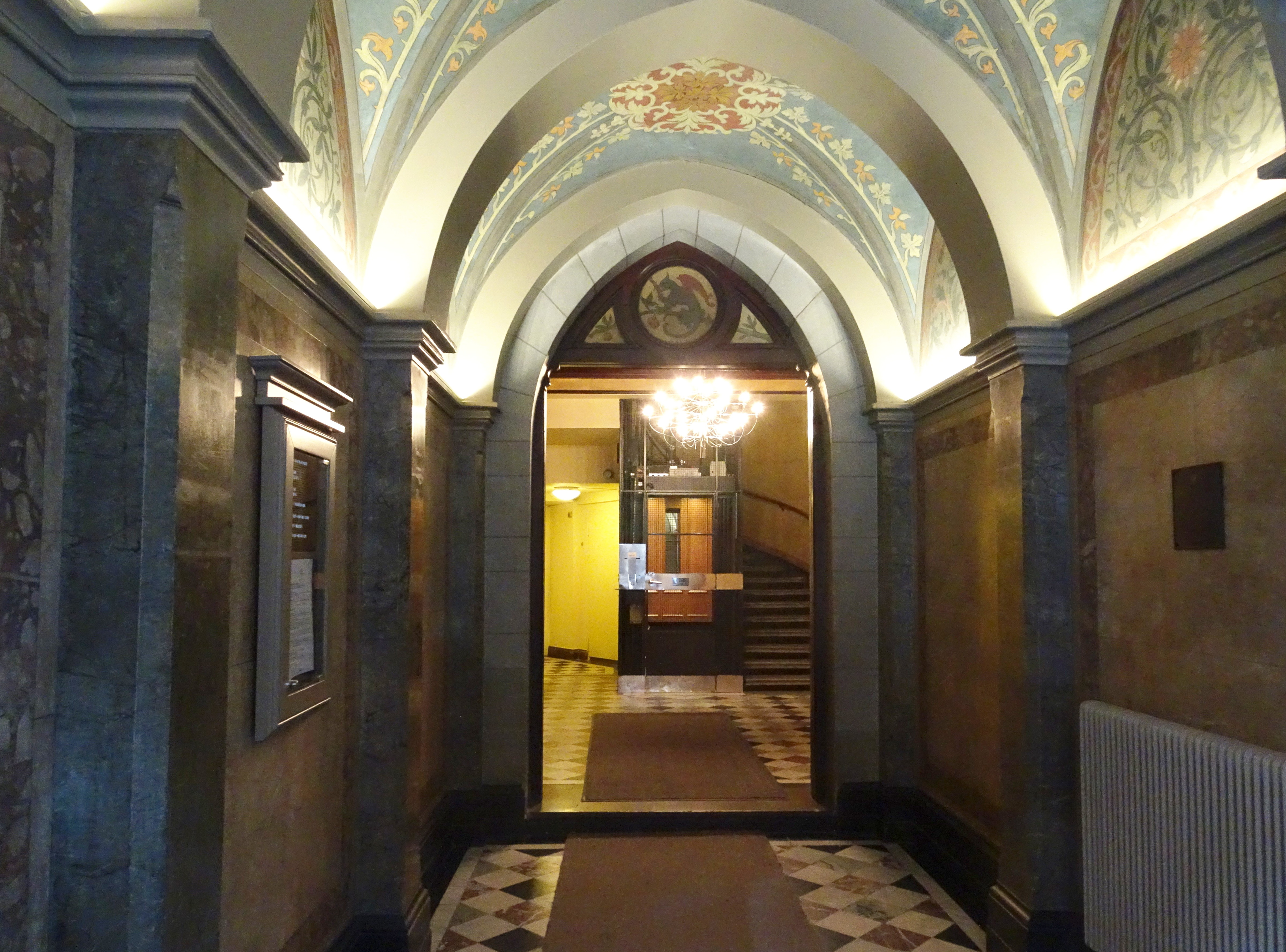
Entréhallen